# Нагиб осе
У астрономији, нагиб осе угао је између осе ротације тела и његове орбиталне осе, или, еквивалентно, угао између екваторијалне равни и орбиталне равни. Он се разликује од орбиталне инклинације.